# Elden Ring
Az Elden Ring egy 2022 akció-szerepjáték, amelyet a FromSoftware fejlesztett. Hidetaka Miyazaki rendezte, a világot George R. R. Martin amerikai fantasy író építette. A játékot Japánban a FromSoftware, nemzetközileg pedig a Bandai Namco Entertainment jelentette meg február 25-én PlayStation 4, PlayStation 5, Windows, Xbox One és Xbox Series X/S platformokra. A játékosok egy testreszabható játékos karaktert irányítanak, aki az Elden Gyűrű megjavítására és az új Elden Lorddá válásra törekszik.
Az Elden Ringet egy harmadik személyű perspektíván keresztül mutatják be, a játékosok pedig szabadon barangolhatnak egy nyílt világban. A hat fő területet a játékos karaktere paripájával, Torrenttel járja be. Lineáris, rejtett barlangokat fedezhetünk fel, ahol hasznos tárgyakat találjunk. A játékosok többféle fegyvert és varázslatot használhatnak, beleértve a lopakodó mechanika által lehetővé tett nem közvetlen támadásokat is. A játék világában a checkpointok gyorsutazást engedélyeznek, és lehetővé teszik a játékosok számára, hogy a játékon belüli pénznem, a rúnák segítségével javítsák tulajdonságaikat. Az Elden Ring online többjátékos móddal is rendelkezik, amelyben a játékosok kooperatív játékon keresztül csatlakoznak a főellenségekkel való küzdelemhez vagy a játékosok elleni harchoz.
A FromSoftware egy nyílt világú játékot akart készíteni a Dark Souls alapján. Miyazaki csodálta Martin korábbi munkáit, és remélte, hogy az ő közreműködésével a cég korábbi játékainál sokkal közérthetőbb narratívát kapunk. Martin korlátlan szabadságot kapott a háttértörténet megtervezésében, míg Miyazaki a játékbeli narratíva vezető írója volt. A játék elbeszélése azonban továbbra is a történetet színesítő szövegeken, párbeszédeken, vizuális narratíván és a játékosok értelmezésén keresztül jelenik meg.
Az Elden Ring számos év játéka díjat nyert, és minden idők egyik legjobb játékaként emlegetik, dicsérve a nyílt világot, a játékmenetet és a környezetet, annak ellenére, hogy a technikai teljesítményt kritizálták. A játékból 25 millió példányt adtak el, ezzel minden idők egyik legkelendőbb játékává vált. A Shadow of the Erdtree letölthető tartalma (DLC) a játékos karaktert követi, aki a Lands of Shadow rejtélyeit oldja meg. Ez 2024 júniusában jelent meg, hasonló elismeréssel.
Az ugyan ebben az évben rendezett The Game Awards gálán került bejelentésre, hogy a várakozások ellenére a FromSoftware 2025-ben egy új, az eredeti játékon alapuló, de önálló játékot fog kiadni Nightreign címen.

## Játékmenet
Az Elden Ring egy harmadik személyű perspektívában játszódó akció-szerepjáték. Olyan elemeket tartalmaz, amelyek hasonlóak más FromSoftware által fejlesztett játékokhoz, mint például a Dark Souls sorozat, a Bloodborne és a Sekiro: Shadows Die Twice. A játék egy nyitott világban játszódik; a játékosok szabadon fedezhetik fel a Lands Between-t és annak hat fő területét, melyek között van Limgrave - egy füves síkságokból és ősi romokból álló terület - és Caelid, egy élőhalott szörnyeknek otthont adó pusztaság. A nyílt világot a karakter lovának, Torrentnek a segítségével fedezhetjük fel, bár a játékosok a harcon kívül használhatják a gyorsutazást is. A játék során a játékosok nem játszható karakterekkel (NPC-k) és ellenségekkel találkoznak, köztük félistenekkel, akik minden fő területet uralnak, és a játék főellenségeiként szolgálnak. A fő területeken kívül az Elden Ring világában találhatunk rejtett börtönöket, katakombákat, alagutakat és barlangokat, ahol a játékosok megküzdhetnek különböző ellenségekkel és hasznos tárgyakat gyűjthetnek.
A játék kezdetén a játékos kiválasztja a karakterosztályát, amely meghatározza a kezdő varázslatokat, felszerelést és tulajdonságokat. Az ellenséggel való harc lehet közelharc, vagy történhet távolról, távolsági fegyverekkel. Az ellenséges támadásokat ki lehet kerülni vagy pajzsok segítségével ki lehet védeni. A varázslatok lehetővé teszik a játékosok számára, hogy erősítsék fegyvereiket, távolról harcoljanak az ellenséggel, és visszatöltsék az elvesztett találati pontokat. A játékos korlátozott számú varázslatot jegyezhet meg, amelyeket egy bot vagy egy szent pecsét segítségével használhat. A fegyvereket a háború hamujával lehet fejleszteni, amelyek olyan megszerezhető "varázslatok", amelyek új képességekkel ruházzák fel a fegyvereket. A háború hamvait a fegyverekre lehet felszerelni vagy a fegyverekről eltávolítani, és minden hamu egy fegyverművészetet biztosít, egy különleges képességet, amelyet a harc során lehet használni. A közvetlen harc mellett a lopakodási mechanika is használható az ellenség elkerülésére, vagy lehetővé teszi az ellenség kritikus találatokkal való megcélzását. Az ellenség megtántorítása és támadásaik hárítása szintén lehetőséget teremthet kritikus találatokra.
Checkpointok, úgynevezett kegyelmi helyek (Sites of Grace), találhatók az egész játékban; ezeken a helyeken, a karakterek növelhetik tulajdonságaik erejét, változtathatják megjegyzett varázslataikat, cserélhetik a háború hamvait, vagy gyorsutazhatnak. Halál esetén a játékosok azon a kegyelmi helyen élednek újra, amivel utoljára interakcióba léptek. Alternatívaként választhatják, hogy bizonyos, "Marika karói" által kiemelt helyeken éledjenek újra, feltéve, hogy a közelben haltak meg. Ahhoz, hogy a kegyelmi helyszíneken növeljék a tulajdonságaikat, a játékosnak rúnákat kell költenie, ami egy játékbeli fizetőeszköz, amelyet az ellenségek legyőzésével szerezhet meg. A rúnákból tárgyakat is lehet vásárolni, valamint fegyvereket és páncélokat lehet fejleszteni. Ha a játékos meghal, elveszíti a halál helyszínén az eddig összegyűjtött rúnákat. Ha a játékos újra meghal, mielőtt visszaszerezné a rúnákat, azok örökre elvesznek.
Az Elden Ring barkácsolás mechanikát is tartalmaz; a tárgyak létrehozásához alapanyagok szükségesek. A tárgyak elkészítéséhez szükséges receptek a világban szétszórtan található szakácskönyveknek nevezett gyűjteményekben találhatók. Az alapanyagokat ellenségek legyőzésével, a játék világának felfedezésével vagy árusokkal való kereskedéssel lehet összegyűjteni. A kézműves tárgyak közé tartoznak a méregnyilak, a robbanó edények és egyéb fogyóeszközök, amelyek átmenetileg növelik a játékos harci erejét. A Dark Souls játékokhoz hasonlóan a játékos megidézheti a szellemeknek nevezett barátságos NPC-ket, hogy harcoljanak az ellenséggel. Az egyes szellemtípusok megidézéséhez a megfelelő Spirit Ash szükséges. A játékos a játék világának felfedezése során különböző típusú Spirit Ash-eket szerezhet meg. A szellemeket csak a Rebirth Monument nevű építmények közelében lehet megidézni, amelyek elsősorban a nagy területeken és a főellenségek arénáiban találhatók.
Az Elden Ring rendelkezik többjátékos rendszerrel, amely lehetővé teszi, hogy a játékosokat az interneten keresztül hívják össze kooperatív és játékos-a-játékos (PvP) játékra. A kooperatív játékhoz egy idéző jelet kell elhelyezni a földön, amely jel láthatóvá láthatóvá válik más játékosok számára, ha egy megfelelő tárgyat használtak. Amennyiben egy másik játékos interakcióba lép a jellel, a jelet elhelyező játékos átkerül a másik játékos világába. Az együttműködő játékosok addig maradnak ugyanabban a világban, amíg a terület főellenségét le nem győzik, vagy amíg az idézett játékos meg nem hal, és vissza nem tér a saját világába. A PvP harcban az idézőjel segítségével párbajra hívhat ki egy másik játékost, vagy a játékos további tárgyak segítségével behatolhat mások világába. A világok gazdái használhatják a "Taunter's Tongue" nevű tárgyat, hogy növeljék annak valószínűségét, hogy világukat mások megszállják, és hogy csökkentsék az inváziók közötti időt.

## Összefoglaló

### Előzmény
Az Elden Ring a Lands Between területén játszódik, egy kitalált birodalomban, amely felett több félisten uralkodik. Korábban a halhatatlan Marika királynő irányította, aki az Elden Gyűrű őrzőjeként egy hatalmas erő volt, amely a rend fizikai fogalmaként nyilvánult meg. Amikor Marika összetörte a gyűrűt és eltűnt, félisten gyermekei, köztük Radahn hadvezér és Malenia, harcolni kezdtek a gyűrű darabjaiért a Shatteringnek nevezett esemény során. Minden félisten rendelkezik a gyűrű egy darabkájával, egy Nagy Rúnával, amely hatalommal rontja meg őket. A játékban a játékos karaktere egy Tarnished, a Shattering után visszahívott, a Lands Betweenből száműzöttek egyik csoportjának tagja. A játékosnak be kell járnia a birodalmat, hogy megjavítsa az Elden Gyűrűt, és Elden Lorddá váljon.

### Cselekmény
Az Elden Gyűrű megjavítására tett útjuk elején a játékos karaktere, a Tarnished találkozik egy Melina nevű leánnyal. Mivel a Tarnished lánytalan, Melina felajánlja, hogy eljátssza a hajadon szerepét, és megadja neki a rúnák erővé változtatásának képességét, valamint ad a Tarnishednak egy Torrent nevű paripát. Cserébe Melina azt kéri, hogy a Tarnished vigye el őt az Erdfához, az Elden Gyűrű otthonába. Melina később elviszi a Tarnishedot a Roundtable Holdba, ahol más Tarnishedok gyülekeznek, akik az Elden Gyűrűt akarják megjavítani. A Hold jótevője, a Két Ujj, utasítja a Tarnished-ot, hogy gyűjtse össze a Nagy Rúnákat, és vigye el őket az Erdfához, ahol megjavíthatják velük az Elden Gyűrűt.
A Tarnished beutazik a Lands Betweenre, felderíti annak helyszíneit, és legyőzi a félisteneket. Miután visszaszereztek legalább két Nagy Rúnát, a Két Ujj lehetővé teszi számukra, hogy megküzdjenek Morgott the Grace-Given nevezetű, az Erdfát őrző félistennel. A Tarnished megöli Morgottot, de egy tüskefalat talál, amely elzárja az Erdfa belsejét. Melina megérkezik, és azt tanácsolja a Tarnishednak, hogy keressék meg a Romlás Lángját, amellyel meggyújthatják az Erdfát és elpusztíthatják a töviseket. Alternatív megoldásként, a játékos paktumot köthet a szintén hatalmas, de romlást okozó Őrjöngő Lánggal is.
Ha a Tarnished a Romlás Lángját választja, Melina feláldozza magát, hogy meggyújtsa az Erdfát. Ha az Őrjöngő Lángot választja, a Tarnished maga is felgyújthatja az Erdfát, de Melina rosszallóan elhagyja őt. Amíg az Erdfa ég, a Tarnished a romos Farum Azula városába kerül, ahol találkozik Maliketh-tel, a Fekete Pengével, a Halál Rúnájának őrzőjével, amelyet azért tartottak rejtve, hogy megakadályozzák a halál létezését a Lands Betweenben. Miután megölte őt, és a Halál Rúnáját a tüzekbe oltották, a Tarnished visszatér a felperzselt Erdtree lábához. A fában megküzd Radagonnal, Marika királynő testében élő hitvesével és a fa őrzőjével, az Elden Beasttel. Miután mindkettőt legyőzte, a Tarnished hozzáfér Marika összetört holttestéhez, amely az Elden Gyűrű maradványait tartalmazza.
A játék során a Tarnished cselekedeteitől függően hat különböző befejezés érhető el.
- A Tarnished lesz az Elden Lord, amely három alternatív befejezést is tartalmaz.: "A rend kora" ("Age of Order"), amelyet az Elden Gyűrű tökéletesítése hoz létre, "A szürkület kora" ("Age of Duskborn"), amikor a halál fogalmát visszahozza a Lands Betweenbe, és "A kétségbeesés áldása" ("Blessing of Despair"), amikor a Lands Betweent egy gyalázatos átokkal sújtja.
- Ha a Tarnished Ranni, a boszorkány hitvese lesz, elpusztítja az Elden Gyűrűt, és elhozza a "Csillagok Korát".
- Ha a Tarnished paktumot kötött az Őrjöngő Lánggal, akkor lángra lobbantotta a Lands Between-t, és az "Őrjöngő Láng Urává" vált. Ezt követően, ha az Erdfát is az Őrjöngő Lánggal égette fel, Melina bosszút esküszik a Tarnished ellen.

A Shadow of the Erdtree-ben a Tarnished a félisten Miquella nyomába ered, akit látszólag Morgott ikertestvére, Mohg rabolt el. Miután megölte Mohgot és Radahnt, a Tarnished felfedezi, hogy Miquella feldarabolta a testét, hogy átjusson a Land of Shadowba, ahol Marika először emelkedett istenné. Miquella holttestén keresztül belépve a birodalomba, a Tarnished azt találja, hogy azt a félisten Messmer erői Marika parancsára feldúlták. A Tarnished megtalálja Miquella eldobott felét, Szent Trinát is, aki arra buzdítja a Tarnishedot, hogy altassa el a megrontott Miquellát. Miután megölte Messmert, a Tarnished megtudja, hogy Miquella valójában a saját elrablását szervezte meg, és Mohg holttestét használta fel Radahn felélesztésére, hogy ő lehessen a társa egy rituáléban, amely lehetővé teszi számára, hogy istenivé emelkedjen. Szembeszállva mindkettőjükkel, a Tarnished megöli mindkettőjüket, megakadályozva, hogy Miquella "önyörületességének korszaka" ("Age of Compassion") bekövetkezzen.

## Fejlesztés és kiadás

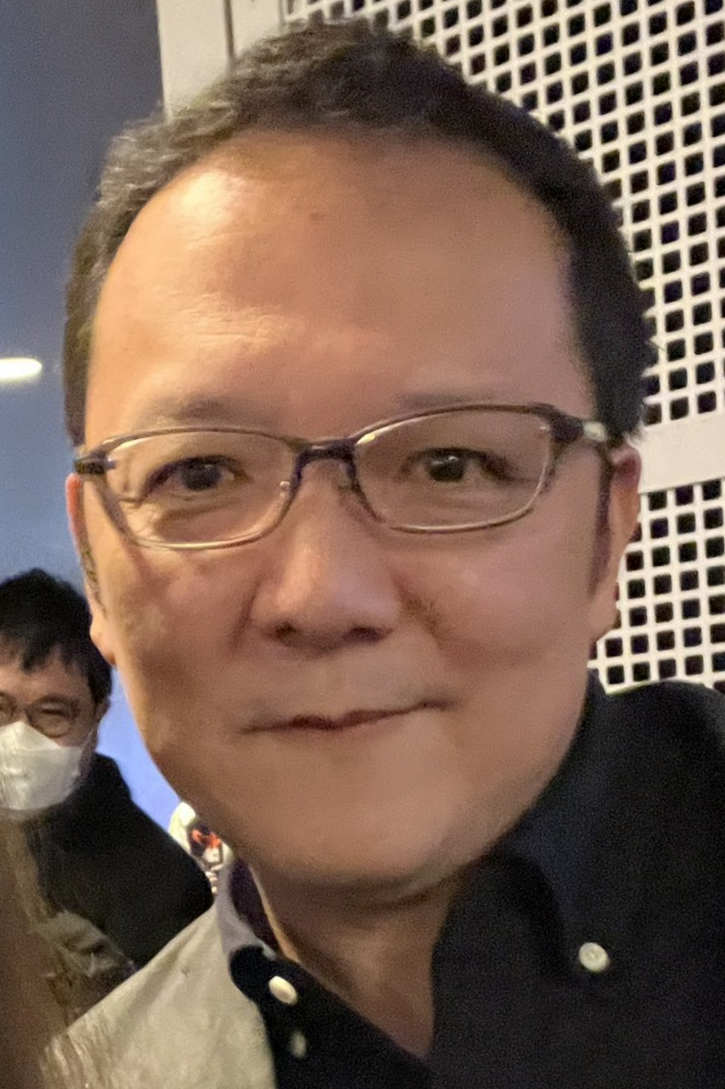
Az Elden Ring rendezője Hidetaka Miyazaki volt.

A FromSoftware Dark Souls játéksorozatát magas nehézségi szintjéről ismerik. Hidetaka Miyazaki rendező egy nyitott világú játékot akart készíteni. Az Elden Ringet a Dark Souls  továbbfejlesztésének szánta. Az Elden Ringet úgy tervezték, hogy a FromSoftware korábbi játékainak szűkös pályarészeinél sokkal tágasabb környezetet kapjon; Miyazaki azt remélte, hogy a nagyobb lépték nagyobb szabadságot és mélységet ad a felfedezésnek. A FromSoftware felkereste George R. R. Martin amerikai írót, A tűz és jég dala című fantasy-regénysorozat alkotóját, hogy az Elden Ring világának felépítésével foglalkozzon. Miyazaki, aki rajongott Martin műveiért, azt remélte, hogy az ő közreműködésével a stúdió korábbi játékainál sokkal könnyebben megközelíthető narratíva születik majd.

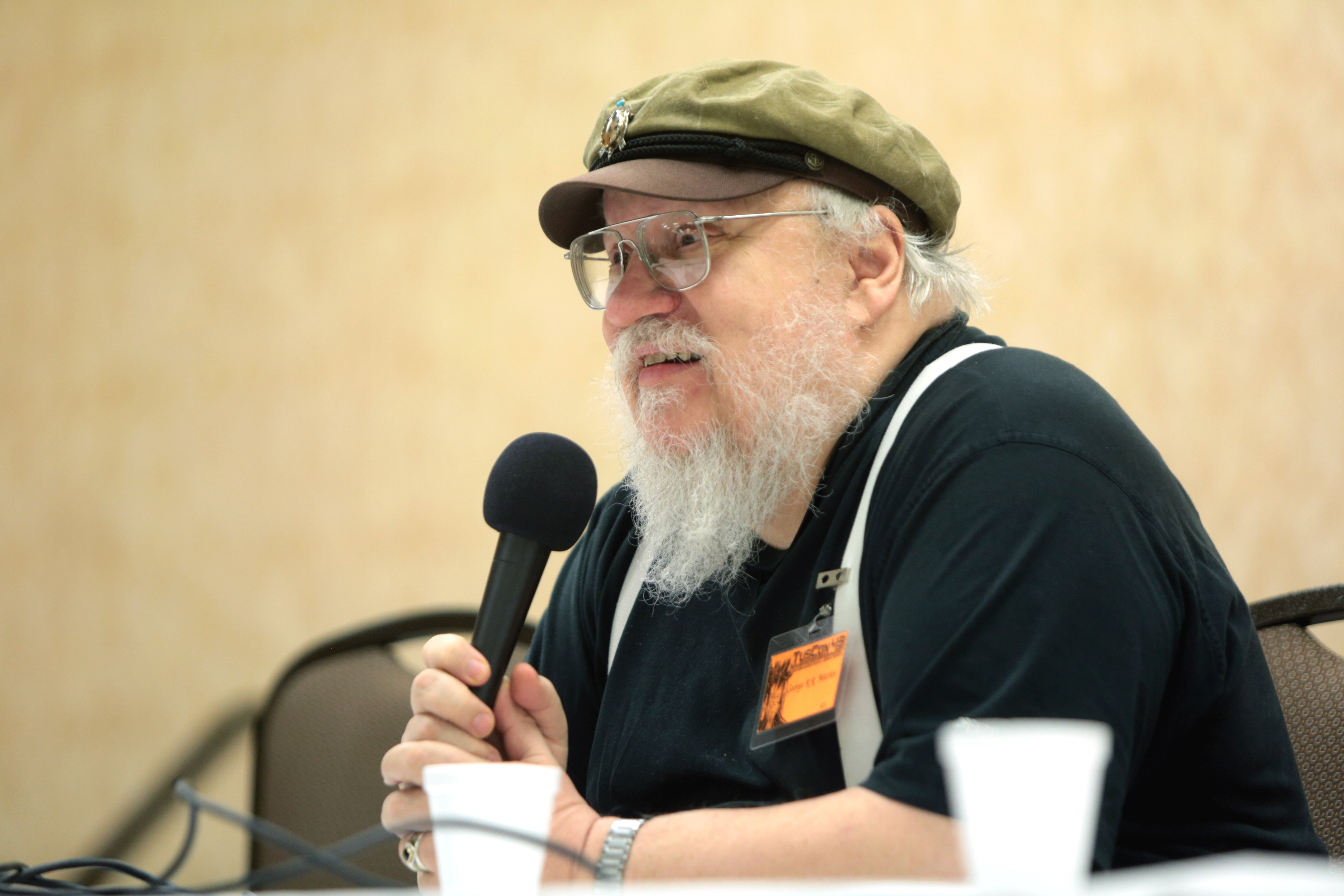
George R. R. Martin fantasy író biztosította a világépítést.

Miyazaki maradt a játék fő történetének vezető írója, de Martin kreatív szabadságot kapott, hogy a fő történet előtt történt eseményekről írjon. Miyazaki a folyamatot a dungeon master kézikönyvének használatához hasonlította egy asztali szerepjátékban. A FromSoftware számos korábbi játékához hasonlóan a történetet úgy tervezték, hogy kevéssé legyen magyarázva. A fejlesztők azt akarták, hogy a játékosok maguk értelmezzék a történetet a sokszínű szövegek és a nem játszható karakterekkel (NPC-k) folytatott opcionális párbeszédek segítségével. Miyazaki elmondta, hogy élvezte, hogy az NPC-ket részletesebben megírta, mivel úgy vélte, hogy azok sokkal meggyőzőbbek, mint a korábbi műveiben szereplő NPC-k. Az IGN-nek adott interjújában Miyazaki elmondta, hogy azért döntött úgy, hogy Martin kezébe adja a háttértörténet irányítását, mert a FromSoftware történetmesélési módszere korlátokat szabott az íróknak. Megjegyezte, hogy a FromSoftware nem akart lineáris vagy történetközpontú játékot, és azzal, hogy Martinra bízta a háttértörténet felügyeletét, amelybe a játékos közvetlenül nem kapcsolódik bele, lehetővé tette Martin számára, hogy szabadon alakítsa ki a hozzájárulásait. A Trónok harca - A tűz és jég dala televíziós adaptációjának - néhány munkatársa segített a játék fejlesztésében.
A játék gyártása 2017 elején kezdődött, miután megjelent a Dark Souls III letölthető tartalma (DLC), a The Ringed City. Az Elden Ringet a Sekiro: Shadows Die Twice mellett fejlesztették, amelyet Miyazaki rendezett. Elmondása szerint bár az Elden Ring harcai hasonlóságot mutatnak a Sekiro harcaihoz, egyik játék sem inspirálta közvetlenül a másik játék mechanikáját. A FromSoftware egyszerre fejlesztette mindkét játékot egy "társrendezői" struktúra segítségével, amelyben a fejlesztés első szakaszában mindkét játéknál egy-egy munkatárs látta el a rendezői feladatokat. Ezután Miyazaki irányította a játék mechanikáját, művészetét és zenéjét. Yui Tanimura, aki korábban a Dark Souls II rendezője és a Dark Souls III társrendezője volt, ismét a játék társrendezőjeként szolgált. Az Elden Ring tervezőcsapata a környezeti léptékre, a szerepjátékra és a történetmesélésre koncentrált, mint fő elemekre. A fejlesztők a méretarányt a változatosság érzetének megteremtéséért tették felelőssé, a szerepjátékos elemeket pedig úgy tervezték, hogy a játékos-környezet interakciók sokféleségét tegyék lehetővé. A játék léptékének növelése több felfedezhető struktúra létrehozását tette szükségessé, amelyeket a csapat a nyílt világban egyesített. Miyazaki a Shadow of the Colossus, a The Elder Scrolls, a The Witcher 3 és a The Legend of Zelda: Breath of the Wild játékokat nevezte meg az Elden Ring tervezési hatásaként. A játék történetének inspirációjaként a RuneQuest című táblás szerepjátékot, valamint A Gyűrűk Ura és a The Eternal Champion című regényeket említette. Tsukasa Saitoh, Shoi Miyazawa, Tai Tomisawa, Yuka Kitamura és Yoshimi Kudo komponálta az Elden Ring eredeti hangsávját. A játékban hallható zenéket a Budapest Film Orchestra játszotta fel.
Az Elden Ringet 2019-en tartott Xbox játékkonferencián fedték fel az  E3-on. A játékról korábban már kiszivárgott néhány információ az interneten a Bandai Namco Entertainment szervereinek sebezhetősége miatt. Az Elden Ringet a bejelentéskor széles körben várták, de további anyagokat nem adtak ki, egészen addig, amíg 2021 júniusában nem mutattak be egy trailert. A játék tesztelését a Bandai Namco segítette, amely 2021 novemberében kezdetben zárt bétaként adta ki a játékot, amelyre a játékosok jelentkezhettek. A játék teljes megjelenését 2022. január 21-re tervezték, de aztán ugyanabban az évben február 25-re halasztották. Az Elden Ringnek a megjelenéskor teljesítményproblémái voltak; a játékosok panaszkodtak az elégtelen képkockasebességre. A Bandai Namco néhány ilyen problémát szoftverjavításokkal és frissítésekkel orvosolt. 2023 februárjában bejelentették a Shadow of the Erdtree nevű DLC-t. A DLC-hez 2024. február 21-én jelent meg egy trailer, amely bejelentette, hogy a megjelenés dátuma 2024. június 20-a, csütörtök, vagy 2024. június 21-e, péntek éjfél lesz, az időzónától függően.

## Fogadtatás

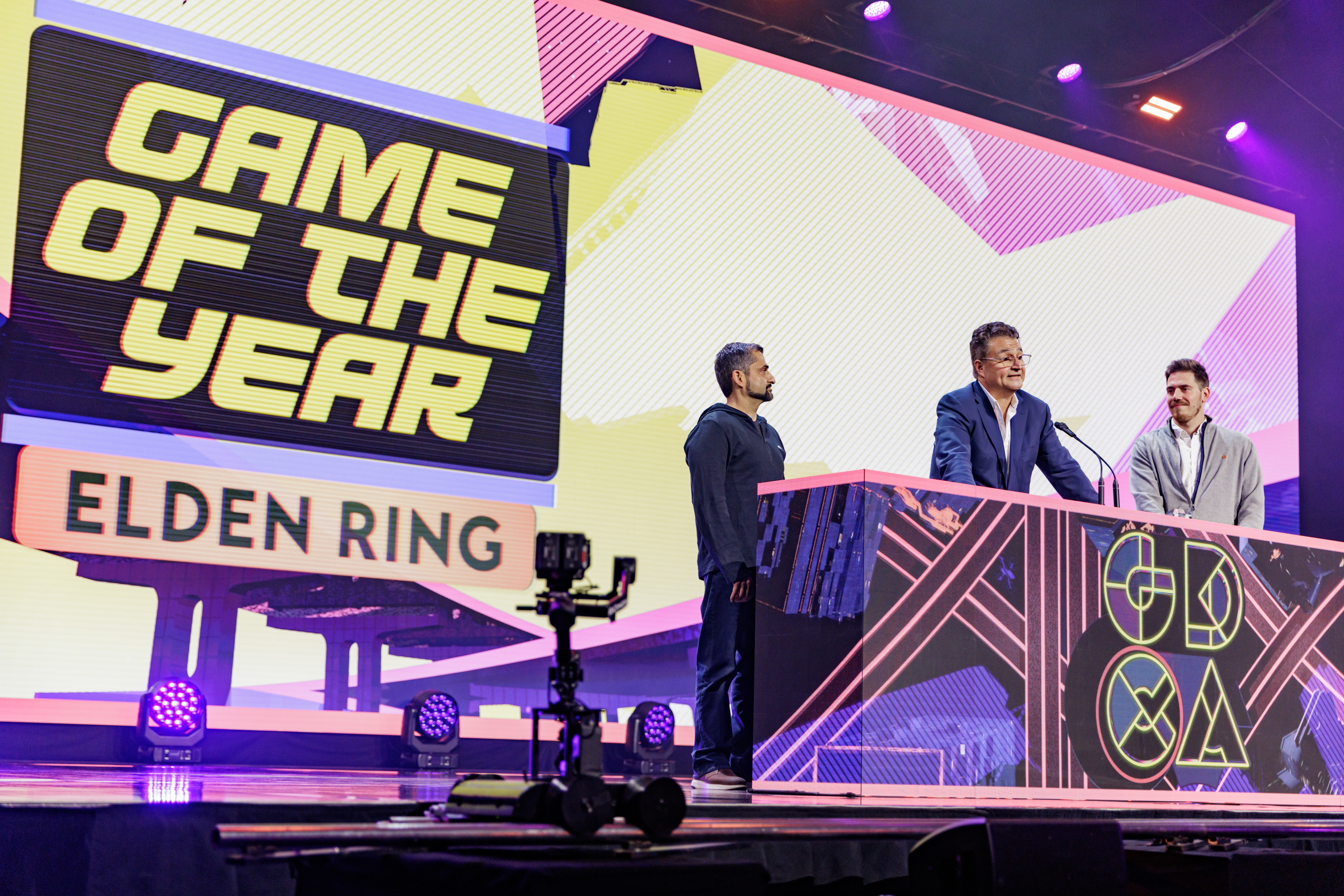
Az Elden Ring nyerte az év játéka díjat a 23. Game Developers Choice Awards-on

Az Elden Ring "általános elismerést" kapott a Metacritic kritika-gyűjtő weboldal szerint. A játék a megjelenést követő 24 órában közel 900.000 nézőt vonzott a Twitch streaming platformra. Ezzel a legnépszerűbb debütálások közé tartozik a platformon.

### Értékesítés
Az Elden Ring 2022 márciusának végéig 13,4 millió, 2024 júniusáig pedig 25 millió példányban kelt el világszerte, így minden idők egyik legkelendőbb videojátékává vált. Több régióban is a legkelendőbb játék volt 2022 februárja és márciusa között, és minden idők leggyorsabban fogyó Bandai Namco-játéka. Az Egyesült Államokban a Call of Duty: Modern Warfare II után 2022 második legkelendőbb játéka volt, Európában a harmadik, Japánban pedig a tizedik legkelendőbb a kiskereskedelmi forgalomban.

### Díjak
Elden Ring számos díjat és elismerést nyert. Több kiadvány, köztük az Ars Technica, a Destructoid, az EGM, az Eurogamer, a Game Informer, a GamesRadar+, a GameSpot, az IGN, a PC Gamer és a Polygon is a 2022-es év játékának választotta. A történelem legtöbb díjat kapott játékai közé tartozik 331 Game of the Year-díjjal.

## Fordítás
Ez a szócikk részben vagy egészben  az   Elden Ring című angol Wikipédia-szócikk fordításán alapul.  Az eredeti cikk szerkesztőit annak laptörténete sorolja fel. Ez a jelzés csupán a megfogalmazás eredetét és a szerzői jogokat jelzi, nem szolgál a cikkben szereplő információk forrásmegjelöléseként.